# Bronti Supersaurier
Bronti Supersaurier ist eine Kinderbuchserie, die von Thomas Brezina geschrieben wurde. Die ersten Bücher wurden von Reinhard Kiesel illustriert und 1991 im Breitschopf-Verlag herausgegeben.
2016 wurde die Reihe vom G&G-Verlag neu aufgelegt. Illustrator ist diesmal Pablo Tambuscio.

## Handlung
Tina gelangt mit ihrem Onkel Nikki während eines Skiausfluges in eine unterirdische Eishöhle, in der sie einen eingefrorenen, kleinen Saurier finden. Diesen nehmen sie mit nach Hause, wo er auftaut und zu neuem Leben erwacht. Später finden sie in derselben Höhle einen ebenfalls eingefrorenen Flugsaurier, den sie auch zu sich nehmen. Trotz des Schwurs, die Existenz beider Tiere für sich zu behalten, erfahren auch noch andere Leute von den Dinosauriern, und nicht alle von ihnen sind guter Absichten.

## Hauptfiguren
- Bronti: Dieser kleine Dinosaurier überlebte das Massensterben in der Kreidezeit, weil er in einer Höhle eingefroren war. Nun lebt er bei der Familie Flatterfreund und kann dank eines Tiersprachenübersetzungs-Computers in seinem hohlen Zahn sprechen. Bronti schläft in einem Spagetthi-Kochtopf und ernährt sich am liebsten von Pudding und Pommes frites. Tina nennt ihn Bronti, weil sein richtiger Name zu schwer auszusprechen ist.
- Tina: Sie ist Brontis beste Freundin. Während ihre Eltern in Amerika sind, lebt sie bei ihrem Onkel Nikki. Aus den Büchern wird ersichtlich, dass sie keine gute Sportlerin ist.
- Onkel Nikki: Nikki Flatterfreund ist Tinas Onkel und angesichts der Tatsache, dass sie denselben Namen trägt, offensichtlich der Bruder ihres Vaters. Er besitzt eine kleine Tierhandlung. Brontis Abenteuer und Ideen treiben ihn oft beinahe zur Verzweiflung.
- Flatterox: Dieser Flugsaurier ist Brontis bester Freund. Er war in derselben Eishöhle wie Bronti eingefroren. Durch einen Tiersprachenübersetzungs-Computer an seinem Schnabel spricht auch er die Menschensprache. Flatterox verbringt seine Zeit am liebsten schlafend, während er wie eine Fledermaus mit dem Kopf nach unten hängt. Er besitzt außerdem die Fähigkeit, mit einem Sturzflug in die Vergangenheit zu reisen, indem er dabei einen schrillen Schrei ausstößt.
- Professor Karacho: Dieser Wissenschaftler hat den Tiersprachenübersetzungs-Computer, den Bronti und Flatterox besitzen, erfunden. Da er damit aber keinen Erfolg hatte, will er nun an die beiden Saurier gelangen, da er sich so großen wissenschaftlichen Ruhm erhofft. Unterstützt wird er dabei von seinem Freund, dem Reporter Schnudel.
- Brunhilde Peitschenknall: Sie ist die böse Direktorin des Zirkus Zunder. Ihrem Namen entsprechend geht sie sehr streng mit ihren Zirkustieren um. Deshalb bleiben zahlende Zuschauer meistens ihren Vorstellungen fern. Sie ist sich jedoch sicher, mit einem lebenden Saurier viel Geld machen zu können.

## Remake
In der Neuversion von 2016 wurden einige Punkte der Geschichte geändert. So hat Tina einen Zwillingsbruder namens Tobi, der außerdem ein echter Saurierexperte ist. Auch hat nicht Professor Karacho, sondern ein Freund von Onkel Nikki den Tiersprachenübersetzungs-Computer erfunden. Tinas Eltern weilen hier außerdem nicht in Amerika, sondern in Japan. Zudem sieht Bronti hier nicht mehr wie ein grüner Stegosaurus aus, sondern ähnelt eher einem orangen Sauropoden.

## Frühe Bände
- Hurra, ich bin da
- Sturzflug in die Saurierzeit
- Pirat Grüngesicht
- Der rostige Ritter
- Der Super-Kraft-Karottensaft
- Ich düse ins All

## Neuere Bände
- Ein Saurier als Haustier
- Auf in die Saurierzeit
- Ein Saurier im Blech-Pyjama
- Ein Saurier sucht Superkraft-Karottensaft
- Der Saurier-Pirat
- Ein Saurier in der Schule

## Hörspiele
1. Hurra, ich bin da
2. Ich will in die Schule
3. Sturzflug in die Saurier-Zeit
4. Pirat Grüngesicht / Das grüne Pony
5. Der rostige Ritter / Abenteuer auf dem Meeresgrund
6. Ich düse ins All / Der Zahnweh-Vampir
7. Das Saurier-Konzert / Die Zeitmaschine
8. Meisterdetektiv Bronti / Das grüne Nashorn
9. Mein lustiger Geburtstag / Der Schönheitssaurier
10. Das grüne Ferkel / Robbi Hupf
11. Wo ist der Kuschel-Elefant / Bronti und die blauen Augen
12. Ich werde Filmstar / Der Saurier-Schluckauf
13. Ein Saurier in der Oper[3]

Weitere
1. Urzeit-Irre Weihnachten[4]
2. Superkraft-Karottensaft (Musical)
3. Disco Star (Musical)[5]